# カステル・ダイアーノ
カステル・ダイアーノ（伊: Castel d'Aiano）は、イタリア共和国エミリア＝ロマーニャ州ボローニャ県にある、人口約1,900人の基礎自治体（コムーネ）。

## 地理

### 位置・広がり

#### 隣接コムーネ
隣接するコムーネは以下の通り。括弧内のMOはモデナ県所属を示す。
- ガッジョ・モンターノ
- モンテーゼ (MO)
- ヴェルガート
- ゾッカ (MO)

### 気候分類・地震分類
カステル・ダイアーノにおけるイタリアの気候分類 (it) および度日は、zona F, 3300 GGである。
また、イタリアの地震リスク階級 (it) では、zona 3 (sismicità bassa) に分類される。

## 行政

### 分離集落
カステル・ダイアーノには、以下の分離集落（フラツィオーネ）がある。
- Rocca di Roffeno, Santa Maria di Labante, Casigno, Sassomolare, Villa d'Aiano